# Konopová
Konopová (1198 m) – szczyt w Krywańskiej części Małej Fatry na Słowacji. Znajduje się w bocznym grzbiecie, który odgałęzia się z przełęczy Medziholie i poprzez sedlo Osnice, Osnicę, Strungový príslop, Konopovą, Magurę i Magurkę opada w południowo-wschodnim kierunku do doliny rzeki Orawa. Konopová ma blisko siebie położone dwa wierzchołki; północny 1160 m i południowy 1198 m. Od obydwu, na zachodnią stronę do doliny Bystrička opadają grzędy, w dolnej części tworzące wyraźne grzbiety. Na przeciwległą, wschodnią stronę  z wierzchołka północnego do doliny Veľká Lučivná również odchodzi krótki grzbiet rozdzielający górną część doliny Veľká Lučivná na dwie odnogi.
Konopová jest całkowicie zalesiona, jedynie wierzchołek północny i jego stoki opadające na Strungový príslop  są nieco trawiaste. Przez wierzchołek ten prowadzi znakowany szlak turystyczny, wierzchołek południowy natomiast omija po wschodnie stronie.

## Szlak turystyczny
Párnica – Magurka – Magura – Strungový príslop – Osnica – sedlo Osnice – Medziholie. Czas przejścia 6 h, ↓ 4.15 h